# Roberto Larraz
Roberto Larraz   (Buenos Aires, 20 d'agost de 1898 - Buenos Aires, 27 de novembre de 1978) va ser un tirador d'esgrima argentí que va competir durant les dècades de 1920 i 1930 i que va disputar quatre edicions dels Jocs Olímpics.
El 1924, amb 25 anys, va disputar dues proves del programa d'esgrima dels Jocs de París. Destaca la cinquena posició en la prova de floret individual. Quatre anys més tard, als Jocs d'Amsterdam, va guanyar la medalla de bronze en la prova de floret per equips. A Los Angeles, el 1932, fou cinquè i setè respectivament en les proves de floret per equips i floret individual. La seva quarta i darrera participació en uns Jocs fou a Berlín, el 1936, amb una setena posició en la prova de floret per equips com a resultat més destacat.